# James Allison
James Allison (Lincolnshire, 21 febbraio 1968) è un ingegnere britannico, direttore tecnico presso la Mercedes.

## Biografia
Figlio del precedente ufficiale della Royal Air Force, l'Air Chief Marshal Sir John Allison, James, laureatosi in ingegneria aerospaziale all'Università di Cambridge nel 1989, entra subito in Formula 1 l'anno seguente, in qualità di progettista nel reparto aerodinamica del team Benetton F1; nel 1992 si trasferisce in Larrousse come responsabile dell'aerodinamica, salvo poi rientrare in Benetton nel 1994, stavolta come capo dipartimento aerodinamico.
Passa alla Scuderia Ferrari dal 1999, per poi passare nel 2005 alla diventata Renault F1 (erede della Benetton), col ruolo di vice-direttore tecnico e dal 2009 di direttore tecnico.
Il 29 luglio 2013 è nominato direttore tecnico della Ferrari, incarico che mantiene fino al 27 luglio 2016, quando viene sostituito da Mattia Binotto.
Dal 1º marzo 2017 al 2020 è stato direttore tecnico della Mercedes, ruolo ripreso nel corso della stagione 2023 in sostituzione di Mike Elliott dopo il deludente avvio di stagione.